# Adazaur
Adazaur (Adasaurus mongoliensis) – teropod z rodziny dromeozaurów (Dromaeosauridae); jego nazwa znaczy "jaszczur Ada z Mongolii" (Ad – lamajski demon). Teropod spokrewniony z deinonychem
Żył w epoce późnej kredy (ok. 74-65 mln lat temu) na terenach środkowej Azji. Długość ciała ok. 2 m, wysokość ok. 60 cm, masa ok. 15-20 kg. Jego szczątki znaleziono w Mongolii.
Był to poruszający się na dwóch nogach drapieżnik. Polował na jaszczurki i małe ssaki. Znany dzięki znalezieniu jego miednicy i zębów. Kość miedniczna nietypowa, jak na teropoda – bardziej przypominała ptasią.